# Fontana del Tritone w Rzymie
Fontana del Tritone – barokowa fontanna z rzeźbą Trytona, dłuta Berniniego, zlokalizowana na Piazza Barberini w Rzymie.
Rzeźba została wkomponowana w plac w czasie przebudowy zleconej przez papieża Urbana VIII w latach 40. XVII wieku. Fontanna została wykonana z trawertynu w latach 1642–3.
Rzeźba przedstawia greckie bóstwo morskie, Trytona, syna boga mórz Posejdona. W podstawie fontanny znajdują się podobizny delfinów, których podniesione ogony utrzymują muszlę, na której umieszczona jest postać samego Trytona. Z trzymanego przez niego rogu wypływa strumień wody, pochodzącej z akweduktu Acqua Felice. Fontannę zdobią elementy herbów papieskich – tiara, klucze św. Piotra oraz herb Barberinich, których pałac znajdował się w pobliżu.
Fontanna była ostatnim dziełem stworzonym pod patronatem papieża, który umarł w 1644 roku.

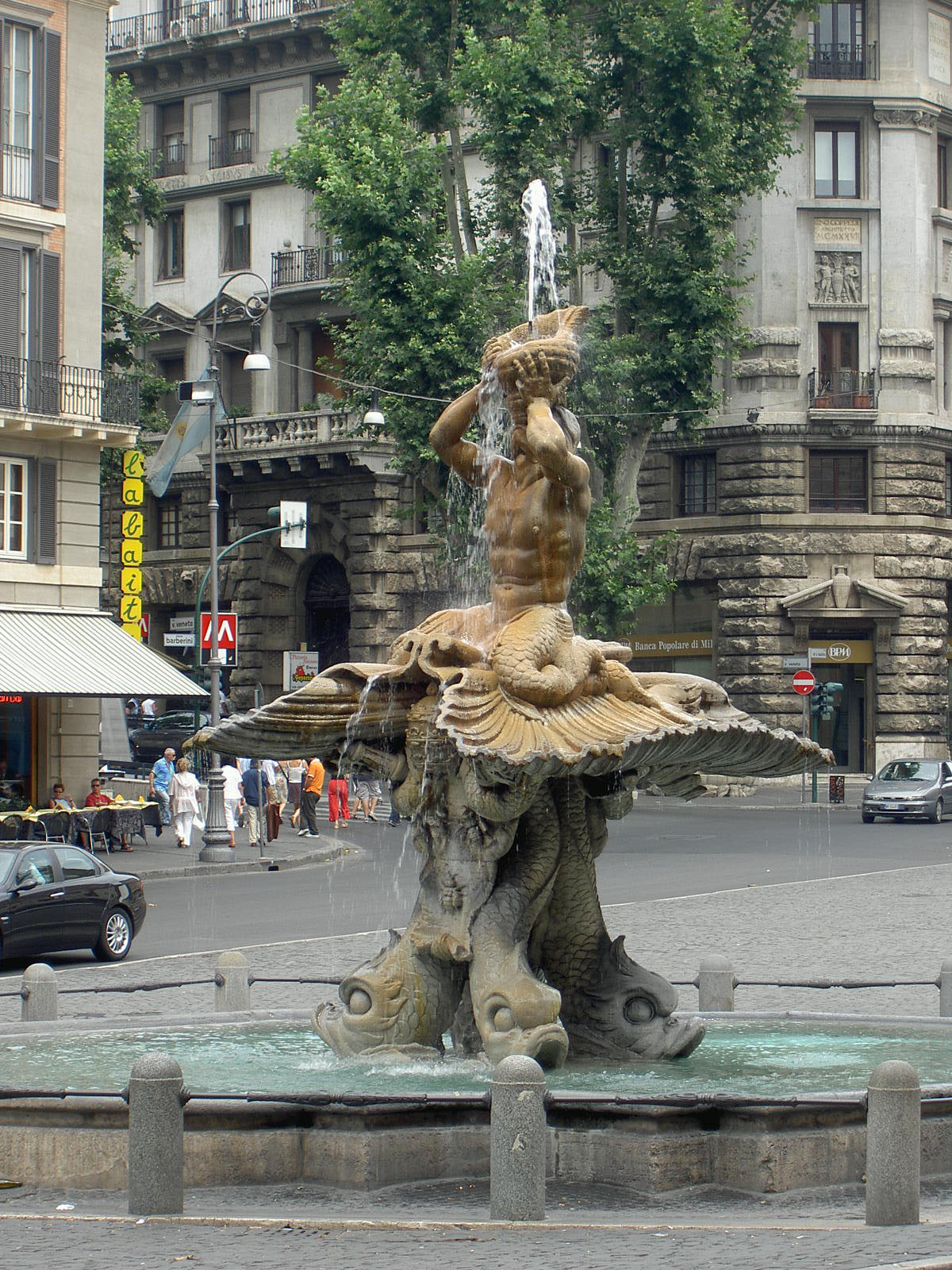
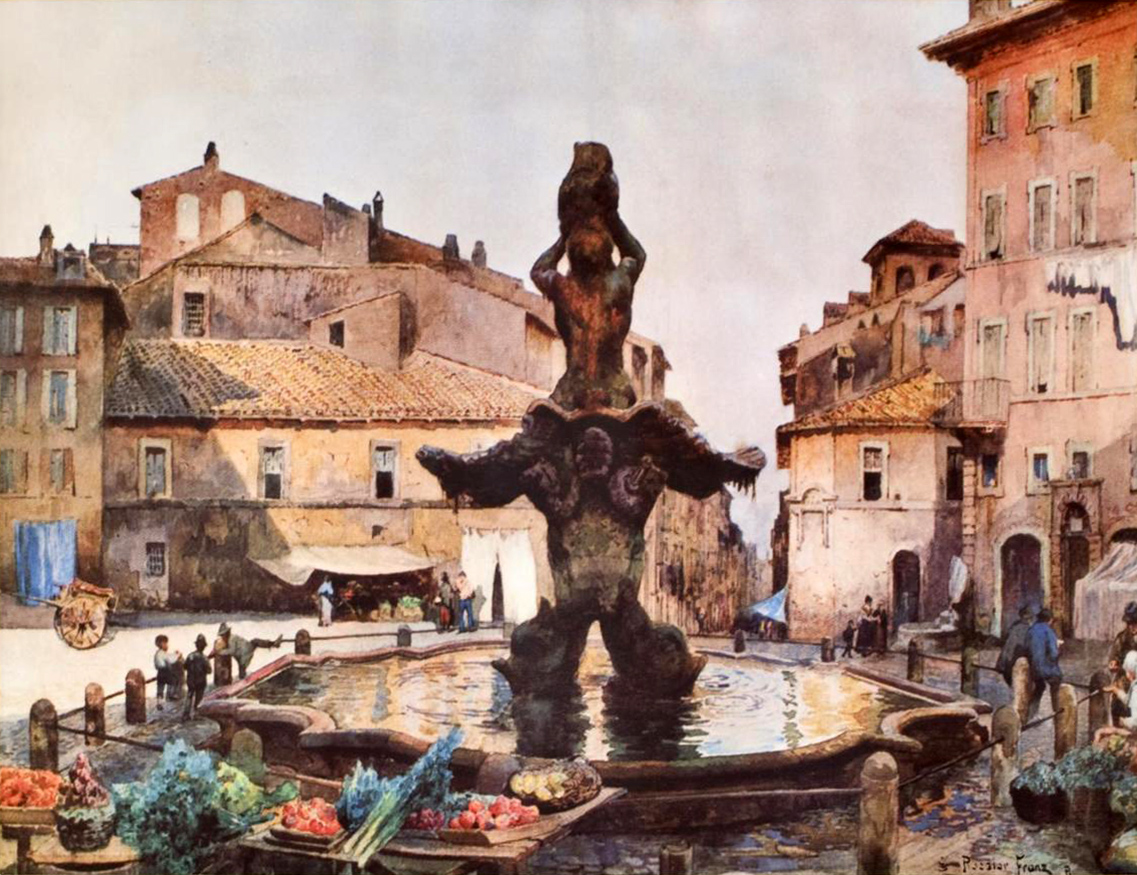
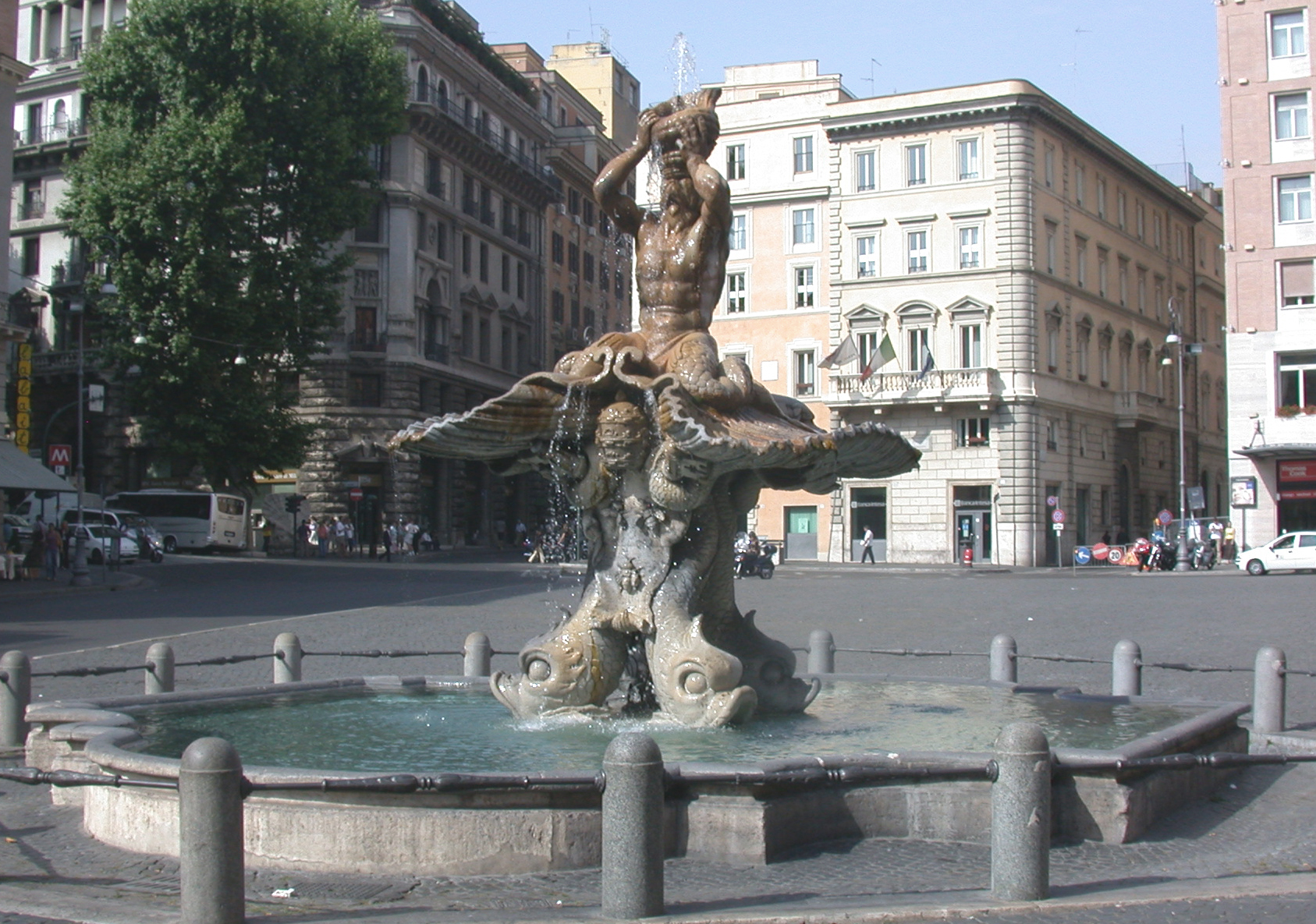
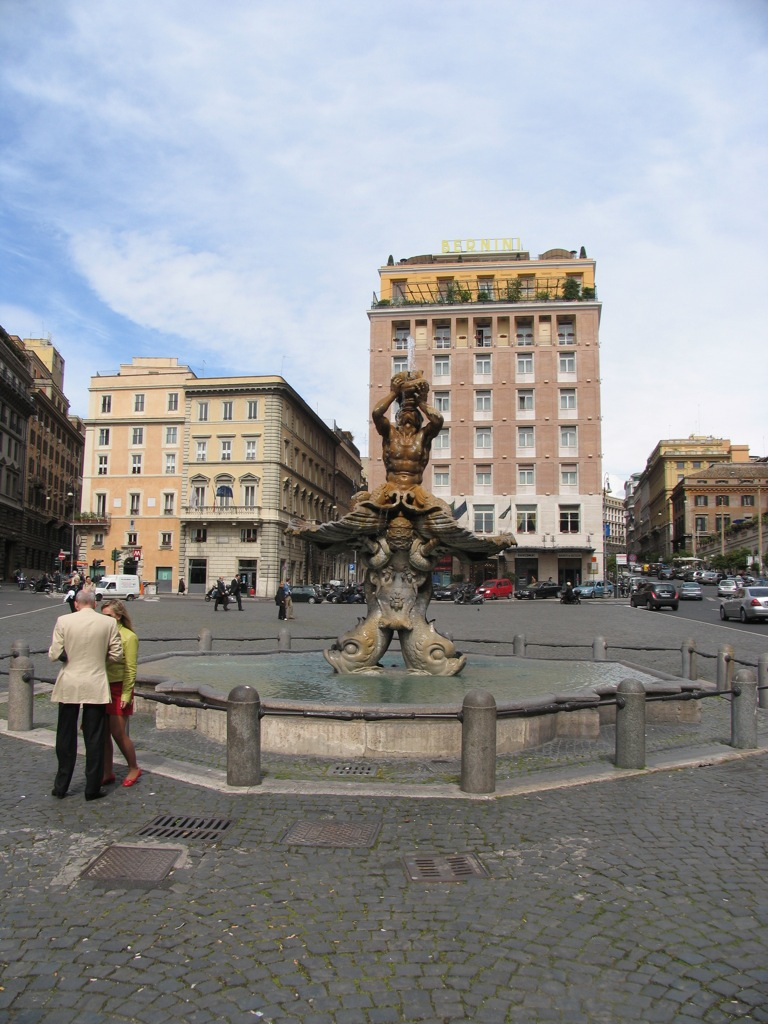